# Β-Lactamase-Inhibitoren
β-Lactamase-Inhibitoren sind Wirkstoffe, die die von einigen Bakterien gebildeten Enzyme aus der Gruppe der β-Lactamasen hemmen. Mit diesen Enzymen machen die Bakterien bestimmte Antibiotika aus der Gruppe der Penicilline und Cephalosporine – der sogenannten β-Lactam-Antibiotika – unwirksam. Die Produktion von β-Lactamase ist ein Mechanismus, durch den Bakterien resistent gegen diese Antibiotika sind oder werden können. Durch Hemmung des Enzyms kann dieser Resistenzmechanismus umgangen werden, indem die Zerstörung des Antibiotikums durch das bakterielle Enzym verhindert wird.
Einige β-Lactamase-Inhibitoren weisen als chemisches Strukturelement ein β-Lactam wie die β-Lactam-Antibiotika auf. Jedoch haben sie – bis auf Sulbactam – keine antibakterielle Wirkung.
β-Lactamase-Inhibitoren werden therapeutisch in Kombination mit β-Lactam-Antibiotika verwendet. Durch die Unterdrückung der Inaktivierung der β-Lactam-Antibiotika verbessern sie deren Wirkung.  Der – historisch – erste Vertreter der β-Lactamase-Inhibitoren ist Clavulansäure. Sie wurde (als Kombinationspräparat mit Amoxicillin unter dem Namen Augementin bzw. Augmentan) 1981 für die orale und 1984 für die intravenöse Verabreichung eingeführt.
Weitere therapeutisch eingesetzte β-Lactamase-Inhibitoren sind
Tazobactam wird (Zulassung in fixer Kombination mit Piperacillin), Sulbactam (in fixer Kombination mit Ampicillin),
Avibactam (in fixer Kombination mit Ceftazidim USA 2015, EU 2016),
Vaborbactam (in fixer Kombination mit dem β-Lactam-Antibiotikum Meropenem, USA 2017, EU 2018),
Relebactam (in fixer Kombination mit Imipenem und Cilastatin, USA 2019, EU 2020) und
Enmetazobactam (in fixer Kombination mit Cefepim USA, EU 2024).

β-Lactamase-Inhibitoren
Clavulansäure (1981)
Sulbactam (1986)
Tazobactam (1992)
Avibactam (2015)
Vaborbactam (2017)
Relebactam (2019)
Enmetazobactam (2024)